# Generaldirektion Informatik

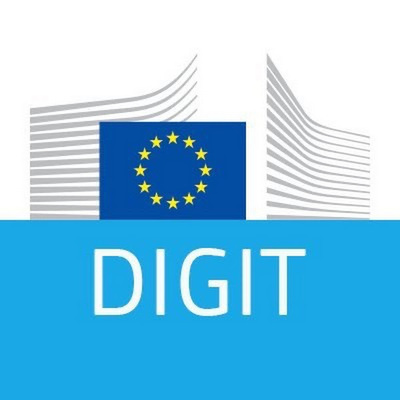
Logo

Die Generaldirektion Digitale Dienste (DIGIT) ist eine Generaldirektion der Europäischen Kommission.
Sie war in der Kommission Juncker dem Vizepräsidenten Maroš Šefčovič und der Kommissarin für Digitale Wirtschaft und Gesellschaft Marija Gabriel zugeordnet. In der Kommission Von der Leyen I ist sie dem Kommissar Kommissar für Verwaltung zugeordnet. Leiterin der Generaldirektion ist Veronica Gaffey.
Die Generaldirektion ist in der Kommission für die Bereitstellung digitaler Dienste zuständig, die andere Kommissionsdienststellen und EU-Institutionen in ihrer Arbeit nutzen. Die Generaldirektion entstand als Nachfolgeeinrichtung der Generaldirektion Datenverarbeitung und trug bis 2023 den Namen Generaldirektion Informatik.

## Direktionen
Die Generaldirektion ist in Brüssel und in Luxemburg angesiedelt und gliedert sich in fünf Direktionen:
- Direktion A: Digitale Transformation
- Direktion B: Digitale Dienste
- Direktion C: Digitale Arbeitsplätze und Infrastruktur
- Direktion D: Änderungsmanagement und Ressourcen
- Direktion E: IT-Sicherheit